# Molophilus (Molophilus) exsertus
Molophilus (Molophilus) exsertus is een tweevleugelige uit de familie steltmuggen (Limoniidae). De soort komt voor in het Australaziatisch gebied.